# Clay Research Award
Il Clay Research Award è un premio assegnato ogni anno dal Clay Mathematics Institute a matematici in riconoscimento dei risultati ottenuti con le loro ricerche.

## I premiati
| Year | Winner                                | Citation |
| ---- | ------------------------------------- | --- |
| 2017 | Aleksandr Logunov Eugenia Malinnikova | Per l'introduzione di un nuovo metodo geometrico combinatorio nello studio delle proprietà duali delle soluzioni di problemi ellittici agli autovalori |
| 2017 | Jason Miller Scott Sheffield          | Per l'innovativo lavoro sulla geometria dei campi liberi di Gauss e la sua applicazione alle soluzioni di problemi aperti nella teoria delle strutture casuali bidimensionali |
| 2017 | Maryna Viazovska                      | Per l'innovativo lavoro sui problemi di impaccamento delle sfere in 8 e 24 dimensioni |
| 2016 | Mark Gross Bernd Siebert              | Per gli innovativi contributi alla comprensione della simmetria speculare, all'interno del lavoro congiunto noto come "Programma di Gross-Siebert" |
| 2016 | Geordie Williamson                    | Per l'innovativo lavoro nella teoria della rappresentazione e campi correlati |
| 2015 | Larry Guth Nets Katz                  | Per la soluzione del problema della distanza di Erdős e per altri contributi individuali e congiunti alla geometria incidente combinatoria |
| 2014 | Maryam Mirzakhani                     | Per i molti contributi significativi alla geometria e alla teoria ergodica, in particolare per la dimostrazione di un analogo del teorema di Ratner sul flusso unipotente per i moduli su superfici piane                                                                                        |
| 2014 | Peter Scholze                         | Per i molti contributi significativi alla geometria aritmetica algebrica, in particolare nello sviluppo e nell'applicazione della teoria degli spazi perfettoidi |
| 2013 | Rahul Pandharipande                   | Per lo straordinario lavoro nella geometria enumerativa, specificamente per la dimostrazione della congettura MNOP per una grande classe di casi, formulata con Maulik, Okounkov e Nekrasov |
| 2012 | Jeremy Kahn Vladimir Markovic         | Per il lavoro nella geometria iperbolica |
| 2011 | Yves Benoist Jean-François Quint      | Per lo spettacolare lavoro sulle misure stazionarie e le chiusure orbitali per le azioni di gruppi non abeliani in spazi omogenei |
| 2011 | Jonathan Pila                         | Per la soluzione della congettura di André-Oort nel caso dei prodotti di curve modulari |
| 2010 | non assegnato                         | |
| 2009 | Jean-Loup Waldspurger                 | Per il lavoro sull'analisi armonica p-adica, particolarmente per il contributo alla congettura del trasferimento e al lemma fondamentale |
| 2009 | Ian Agol Danny Calegari David Gabai   | Per la soluzione della congettura di Marden Tameness e, attraverso il lavoro di Thurston e Canary, della congettura della misura di Ahlfors |
| 2008 | Clifford Taubes                       | Per la dimostrazione della congettura di Weinstein in tre dimensioni |
| 2008 | Claire Voisin                         | Per la confutazione della congettura di Kodaira |
| 2007 | Alex Eskin                            | Per il lavoro sui biliardi razionali e la teoria dei gruppi geometrici, in particolare per il cruciale contributo, nel lavoro congiunto con David Fisher e Kevin Whyte, nello stabilire la rigidità quasi isometrica del sol                                                                     |
| 2007 | Christopher Hacon James McKernan      | Per il lavoro nell'avanzamento e nella comprensione della geometria birazionale delle varietà algebriche in dimensioni superiori a tre, in particolare per la dimostrazione per induzione dell'esistenza dei flip                                                                                |
| 2007 | Michael Harris Richard Taylor         | Per il lavoro sulle rappresentazioni di Galois locali e globali, parzialmente in collaborazione con Clozel e Shepherd-Barron, culminante con la soluzione della congettura di Sato-Tate per le curve ellittiche con j-invarianti non integrali                                                   |
| 2006 | non assegnato                         | |
| 2005 | Manjul Bhargava                       | Per la scoperta di una nuova legge di composizione per le forme quadratiche, e per il lavoro sulla dimensione media di gruppi di classi ideali |
| 2005 | Nils Dencker                          | Per la soluzione completa della congettura del 1970 di F. Treves e L. Nirenberg |
| 2004 | Ben Green                             | Per il lavoro congiunto con Terry Tao sulle progressioni aritmetiche dei numeri primi |
| 2004 | Gérard Laumon Ngô Bảo Châu            | Per la dimostrazione del Lemma fondamentale per i gruppi unitari |
| 2003 | Richard S. Hamilton                   | Per la scoperta dell'equazione del flusso di Ricci e il suo sviluppo in uno dei metodi più potenti dell'analisi geometrica |
| 2003 | Terence Tao                           | Per l'innovativo lavoro in analisi, principalmente i suoi teoremi di restrizione ottimale nell'analisi di Fourier, il suo lavoro sull'equazione della mappa d'onda, i suoi teoremi di esistenza globale per le equazioni KdV, il suo significativo lavoro in aree molto diverse della matematica |
| 2002 | Oded Schramm                          | Per il lavoro nel combinare la potenza analitica con l'intuizione geometrica nel campo dei cammini casuali, della percolazione, della teoria della probabilità, e specialmente per aver formulato la legge di evoluzione stocastica di Loewner                                                   |
| 2002 | Manindra Agrawal                      | Per aver trovato un algoritmo risolutivo per la versione moderna di un problema dell'antica Cina e Grecia sulla determinazione della primalità di un numero in tempo polinomiale |
| 2001 | Edward Witten                         | Per una vita di risultati, specialmente per aver indicato la via per l'unificazione di campi della matematica apparentemente non correlati, e per aver scoperto la loro elegante semplicità attraverso connessioni con il mondo fisico                                                           |
| 2001 | Stanislav Smirnov                     | Per aver stabilito l'esistenza del limite di scalatura per la percolazione bidimensionale, e per aver verificato la relazione congetturata da John Cardy |
| 2000 | Alain Connes                          | Per aver rivoluzionato il campo dell'algebra degli operatori, per aver inventato la moderna geometria non commutativa, per aver scoperto che queste idee appaiono ovunque, incluse le fondamenta della fisica teorica                                                                            |
| 2000 | Laurent Lafforgue                     | Per il suo lavoro sul programma di Langlands |
| 1999 | Andrew Wiles                          | Per il suo ruolo nello sviluppo della teoria dei numeri |